# Discophora necho
Discophora necho är en fjärilsart som beskrevs av Felder 1866. Discophora necho ingår i släktet Discophora och familjen praktfjärilar. Inga underarter finns listade i Catalogue of Life.